# Luciany Aparecida
Luciany Aparecida Alves Santos (Vale do Jequiriçá, 1982) é uma escritora, pesquisadora e professora brasileira. Com o livro Mata Doce, foi finalista do Prêmio Jabuti 2024, e venceu o Prêmio São Paulo de Literatura 2024, na categoria Melhor Romance do Ano de 2023.

## Biografia
Luciany Aparecida nasceu em 1982 em Jaguaquara, no Vale do Jequiriçá, Bahia, e foi criada entre a comunidade do Charco, na zona rural de Irajuba, e o município de Santa Inês (Bahia). É professora, pesquisadora, escritora de romances, contos, dramaturgias e poemas, além de ser Doutora em Letras pela Universidade Federal da Paraíba (UFPB). No âmbito da crítica literária, os estudos da autora versam sobre a teoria literária, a literatura contemporânea, na interface entre história, memória, ancestralidade, afro-diáspora, imigração, nação e performances. Sua tese de doutorado recebeu parecer “aprovada com distinção”, devido ao estudo do Poemário Modelosvivos (2010), de Ricardo Aleixo.

## Obras

### Romance/novela/conto
- Contos Ordinários de Melancolia. 2. ed. Salvador: Paralelo13S, 2019. 82p.
- Florim. 1. ed. Salvador: Boto cor-de-rosa livros, arte e café/paralelo13S, 2020. v. 1. 67p.
- Mata Doce. 1. ed. Rio de Janeiro: Alfaguara, 2023. 305p.

### Poesia
- Ezequiel. 1. ed. Salvador: Pantim, 2018. 80p.
- Macala. 1. ed. São Paulo: Círculo de Poemas, 2022. v. 1. 24p.

### Dramaturgia
- Joanna Mina. 1. ed. Salvador: selo editorial paralelo13S, 2022. v. 1. 134p.
- Dramaturgias em processo: 2021 JOANNA MINA. 1. ed. São Paulo: Teatro da Universidade de São Paulo, 2021. v. 1. 480p.

### Antologias
- 40 em quarentena. Festejos de Liberdade. In: Jorge Marques. (Org.). 1. ed. Rio de Janeiro: Oficina Raquel, 2020, v. 1, p. 1851.
- Memória de Passarinho. In: Tiburi, Marcia. (Org.). Ato Poético. 1. ed. Rio de Janeiro: Oficina Raquel, 2020, v. 1, p. 1.
- Descuidosa de sua beleza. In: Nívia Maria Vasconcellos. (Org.). 1. ed. Itabuna: Mondrongo, 2020, v. 1, p. 135-144.
- Correio literário. De Luciany Aparecida para Gloria Anzaldúa. Rio de Janeiro: Bazar do Tempo, 2024.

### Não-ficção
- Auto-retrato. 1. ed. Salvador: Pantim, 2018. 40p.
- Cadernos Araxá. 1. ed. Salvador: Pantim, 2018. v. 1. 307p.
- Estudos de literatura brasileira contemporânea. Vaga carne: a visão da voz. v. 1, p. 1-3, 2023.
- AFROASIA, Poesia e sociedade na literatura brasileira contemporânea. v. 65, p. 839-844, 2022.
- A Journal of Brazilian Literature. Fernanda Bastos. Selfie-purpurina. Brasil/Brazil, v. 35, p. 186-188, 2022.
- Revista Brasileira de Literatura Comparada. Não quero mais negar minha alma. v. 23, p. 140-145, 2021.
- Cerrados. Metamorfose das Feridas: Formação diaspórica na literatura contemporânea. v. 30, p. 1, 2021.
- Modelos vivos em uso: Poesia e performance de Ricardo Aleixo (em) um exercício crítico de literatura contemporânea. 2015. 254 f. Dissertação (Mestrado em Letras) - Universidade Federal da Paraíba, João Pessoa, 2015.